# Kraftwerk Altenwörth
Kraftwerk Altenwörth är ett vattenkraftverk i nordöstra delen av Österrike. Det ligger 183 meter över havet i distriktet Tulln och förbundslandet Niederösterreich, i den nordöstra delen av landet. 
Kraftverket, som är ett så kallat 
strömkraftverk ligger i floden Donau 20 kilometer nedströms staden Krems. Det har en effekt på 328 MW och är Donaus största vattenkraftverk. Det invigdes år 1975 och har 9 kaplanturbiner. Två 230 meter långa och 24 meter breda slussar leder fartygstrafiken förbi anläggningen.
I april 2021 invigdes en 12,5 kilometer lång fisktrappa, en badplats och en konstgjord våtmark i närheten av kraftverket.